# Stanislas Levillain
 (août 2020).
Si vous disposez d'ouvrages ou d'articles de référence ou si vous connaissez des sites web de qualité traitant du thème abordé ici, merci de compléter l'article en donnant les références utiles à sa vérifiabilité et en les liant à la section « Notes et références ».
Pour les articles homonymes, voir Levillain.
Stanislas Levillain, né en 1774 au Havre et mort en 1801 (9 thermidor an 9) au large de Timor, est un naturaliste et zoologiste français.

## Biographie
Stanislas Levillain fait partie de l'expédition du capitaine Baudin à bord de la Belle-Angélique qui visite les Antilles en 1796-1798. Le savant Maugé et le jardinier Riedlé font également partie du voyage.
Lorsque le gouvernement du Premier Consul décide d'organiser une nouvelle expédition, cette fois-ci à destination de la Nouvelle-Hollande (Australie), en 1800, l'institut est chargé de la composition de l'équipe des savants et choisit également les trois hommes pour participer à l'expédition commandée par Nicolas Baudin.
Stanislas Levillain embarque en tant que zoologiste-adjoint à bord de l'un des deux navires, Le Géographe, qui fait le voyage vers les mers du Sud avec Le Naturaliste. Ce bâtiment est commandé par le capitaine Baudin, commandant de chef de l'expédition. Il quitte Le Havre vers le Pacifique en octobre 1800.
Stanislas Levillain est transféré à bord du Naturaliste, lorsque l'expédition quitte l'île de France, le 22 avril 1801.
Stanislas Levillain contracte la dysenterie durant la première escale à Timor et meurt en mer au large de Timor le 23 décembre 1801. Baudin en fut particulièrement affecté.
Son nom a été donné au cap Levillain, un cap de la Baie Shark.